# آتیکا (ویسکانسین)
آتیکا (به انگلیسی: Attica) یک منطقهٔ مسکونی در ایالات متحده آمریکا است که در بروکلین واقع شده‌است. آتیکا ۲۵۳٫۹ متر بالاتر از سطح دریا واقع شده‌است.